# Vacances sur ordonnance (film, 2006)
Pour les articles homonymes, voir Vacances sur ordonnance et Last Holiday.
Pour plus de détails, voir Fiche technique et Distribution.
Vacances sur ordonnance (Last Holiday) est un film américain de Wayne Wang sorti en 2006.

## Synopsis
Georgia Byrd est une employée d'un magasin à rayons multiples qui a toujours vécu sa vie sans faire de vagues. Le jour où elle apprend qu'elle est atteinte d'une maladie incurable en phase terminale, elle décide de retirer toutes ses économies pour se payer les dernières vacances de sa vie dans la luxueuse ville d'eau tchèque de Karlovy Vary où elle se permettra tout ce qu'elle s'était toujours refusé.

## Fiche technique
- Titre original : Last Holiday
- Réalisation : Wayne Wang
- Scénario : Jeffrey Price, Peter S. Seaman, d'après le scénario de John Boynton Priestley
- Costumes : Daniel Orlandi (en)
- Montage : Deirdre Slevin
- Photographie : Geoffrey Simpson
- Musique : George Fenton
- Production : Jack Rapke (en), Laurence Mark (en)
- Distribution : Paramount Pictures, United International Pictures
- Genre : comédie romantique
- Durée : 112 minutes
- Date de sortie : 8 mars 2006

## Distribution
- Queen Latifah (VF : Pascale Vital ; VQ : Carole Chatel) : Georgia Byrd
- LL Cool J (VF : Bernard Bollet ; VQ : Sylvain Hétu) : Sean Matthews
- Timothy Hutton (VF : Julien Kramer ; VQ : Alain Zouvi) : Matthew Kragen
- Giancarlo Esposito (VF : Pascal Légitimus ; VQ : Denis Roy) : Sénateur Dillings
- Alicia Witt (VF : Sylvie Jacob ; VQ : Catherine Hamann) : Madame Burns
- Gérard Depardieu (VF et VQ : lui-même) : Chef Didier
- Jane Adams (VF : Hélène Bizot ; VQ : Julie Ménard) : Rochelle
- Mike Estime (en) : Marlon
- Susan Kellerman : Gunther
- Jascha Washington : Darius
- Matt Ross : Adamian
- Ranjit Chowdhry (en) : Docteur Gupta
- Michael Nouri : Député Stewart
- Jaqueline Fleming (en) (VF : Ingrid Donnadieu) : Tanya
- Kendall Mosby : Anton
- Chloe Bailey : Angie
- Halle Bailey : Tina
- Dan Ziskie (en) : Docteur Thompson
- Julia Lashae : Administratrice
- Werner Richmond : Révérend
- Emeril Lagasse : Lui-même
- Erica Edwards, Brandy Miller et Margaret Mungai : Vendeuses
- Shirl Cieutat : Lady Moocher
- Donna Denley : Infirmière
- Ellen Savaria : Madame Stewart
- John Wilmot : Agent de sécurité à la banque
- Zina Blahusova : Grande dame
- Petr Vanek : Felipe
- Lucie Vondráčková : Marie
- Noel le Bon : Gambini
- Lucie Brezovská : Brigitta
- Smokey Robinson : Lui-même

Sources et légende: Version française (VF) sur RS Doublage et Version québécoise (VQ) sur Doublage Québec

## Remake
Ce film est un remake du film Vacances sur ordonnance de 1950 réalisé par Henry Cass où le rôle principal était tenu par Alec Guinness.